# Руси (Польща)
Руси (пол. Rusy, нім. Rossen) — село в Польщі, у гміні Бранево Браневського повіту Вармінсько-Мазурського воєводства.
Населення — 243 особи (2011).
У 1975-1998 роках село належало до Ельблонзького воєводства.

## Демографія
Демографічна структура станом на 31 березня 2011 року:
|          | Загалом | Допрацездатний вік | Працездатний вік | Постпрацездатний вік |
| -------- | ------- | ------------------ | ---------------- | -------------------- |
| Чоловіки | 124     | 34                 | 90               | 0                    |
| Жінки    | 119     | 35                 | 71               | 13                   |
| Разом    | 243     | 69                 | 161              | 13                   |